# Pavo-Indus-Superhaufen

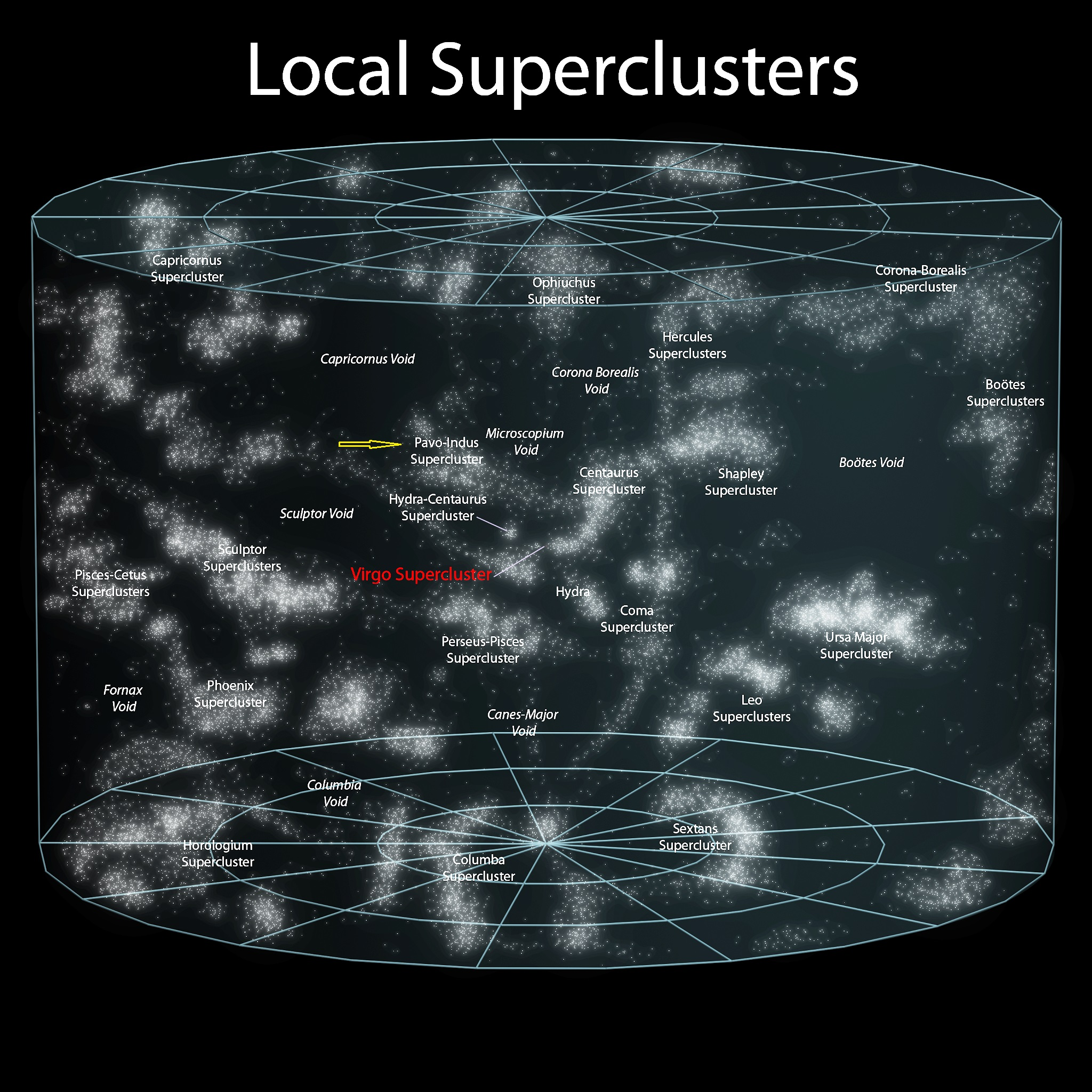
Pavo-Indus-Superhaufen (gelber Pfeil)

Der Pavo-Indus-Superhaufen ist ein benachbarter Superhaufen des Virgo-Superhaufens (in welchem die Milchstraße liegt). Er enthält drei Hauptgalaxienhaufen: Abell 3656, Abell 3698 und Abell 3742.
Weitere Gruppen und Galaxienhaufen im Superhaufen sind die NGC 6769-Gruppe und Abell S805.
Im Jahr 2014 wurde bekanntgegeben, dass der Pavo-Indus Superhaufen Teil des Groß-Superhaufens Laniakea ist, in welchem sich das Zentrum des großen Attraktors befindet. Der Virgo-Superhaufen befindet sich ebenfalls in diesem Groß-Superhaufen, wodurch dieser zum lokalen Groß-Superhaufen wird.  